# Низхідні шляхи спинного мозку
Низхідні́ (центрифуга́льні) шляхи́ спинно́го мо́зку — зв'язують відділи головного мозку з ефекторними нейронами спинного мозку, проводять імпульси від центрів довільних рухів у корі, підкоркових структур та різних рефлекторних центрів стовбурової частини мозку. 
Виділяють: 
- латеральний і прямий кортикоспинальні або пірамідні тракти —- по них відбувається передача імпульсів, які спричиняють довільні рухи;
- руброспинальний тракт (Монакова) — забезпечує керування м'язовим тонусом та здійснення рефлекторної (мимовільної) координації рухів;
- вестибулоспинальний тракт — забезпечує підтримання тонусу скелетних м'язів, рівноваги тіла, узгодженість рухів;
- медіальний і латеральний ретикулоспінальні тракти — передають тонізуючі впливи ретикулярної формації на спинний мозок.